# Tom Clancy's Net Force
Tom Clancy's Net Force är en bokserie skapad av Tom Clancy och Steve Pieczenik och skriven av Steve Perry. Den utspelar sig år 2010. Net Force har bildats som en underavdelning till FBI för att kontrollera ordningen i den nya datavärld som kallas virtual reality.
Den svenska översättningen är utförd av Sture Lundquist och utkom med början år 2000 på Bonniers förlag (Libris 3171594).

## Delar
Molotovmaskinen: (svensk översättning 2000, ISBN 91-43-02224-3) Chefen för Net Force mördas av ett ryskt datageni som heter Plekhanov. Plekhanov vill återföra Ryssland till sin forna starka position och bildar en samhällsomstörtande grupp kallad Molotovmaskinen. Medlemmar gruppen kommer från de nya självständiga staterna. För att finansiera sin verksamhet saboterar Plekhanov viktiga datasystem runt om i världen, för att sedan mot betalning konstruera nya, bättre system.
Net Force lyckas sätta stopp för Plekhanovs datasabotage och han måste då överge sina planer att på fredlig väg ta över makten i Ryssland. Krig hotar och för att förhindra detta försöker USA genom Net Force sätta stopp för Molotovmaskinen. Då måste USA hjälpa den hotade ryska regeringen att hålla sig kvar vid makten